# Epipedobates flavopictus
Epipedobates flavopictus (tên tiếng Anh: Lutz's Poison Frog) là một loài ếch thuộc họ Dendrobatidae.
Loài này có ở Bolivia và Brasil.
Môi trường sống tự nhiên của chúng là rừng ẩm vùng đất thấp nhiệt đới hoặc cận nhiệt đới, vùng núi ẩm nhiệt đới hoặc cận nhiệt đới, xavan ẩm, vùng cây bụi ẩm khu vực nhiệt đới hoặc cận nhiệt đới, sông ngòi, đầm nước ngọt có nước theo mùa, và vùng nhiều đá.
Chúng hiện đang bị đe dọa vì mất môi trường sống.